# Stjórnarráðið
Stjórnarráðið è un palazzo nel centro della capitale islandese Reykjavík. 
Stjórnarráðið significa in islandese "sede del governo": vi si trova infatti l'ufficio del primo ministro, dove ha sede il suo segretariato e dove si svolgono le riunioni di gabinetto.

## Architettura
Questo edificio dall'aspetto modesto si trova nel centro storico di Reykjavík, non lontano dal porto e dall'auditorium Harpa. Si trova nel mezzo di un grande campo erboso aperto sulla città. Non ha una protezione apparente. Su entrambi i lati dell'edificio furono nel tempo collocate due statue: quello di sinistra, rispetto all'entrata principale, rappresenta il re di Danimarca Cristiano IX e quello a destra rende omaggio a Hannes Hafstein, primo ministro islandese nel 1904 e nel 1912.

## Storia
Il 20 marzo 1759, il re Federico V di Danimarca ordinò la costruzione di una prigione a Reykjavík. I lavori ebbero inizio nel 1761. Il carcere fu aperto nel 1770 e poi chiuso nel 1816. L'edificio fu quindi occupato dai governatori della Danimarca. Dopo l'indipendenza dell'Islanda fu assegnato ai ministri del governo islandese. Dal 1973 fu la sede della presidenza della repubblica islandese e nel 1996 divenne la residenza ufficiale del Primo Ministro.

## Galleria d'immagini

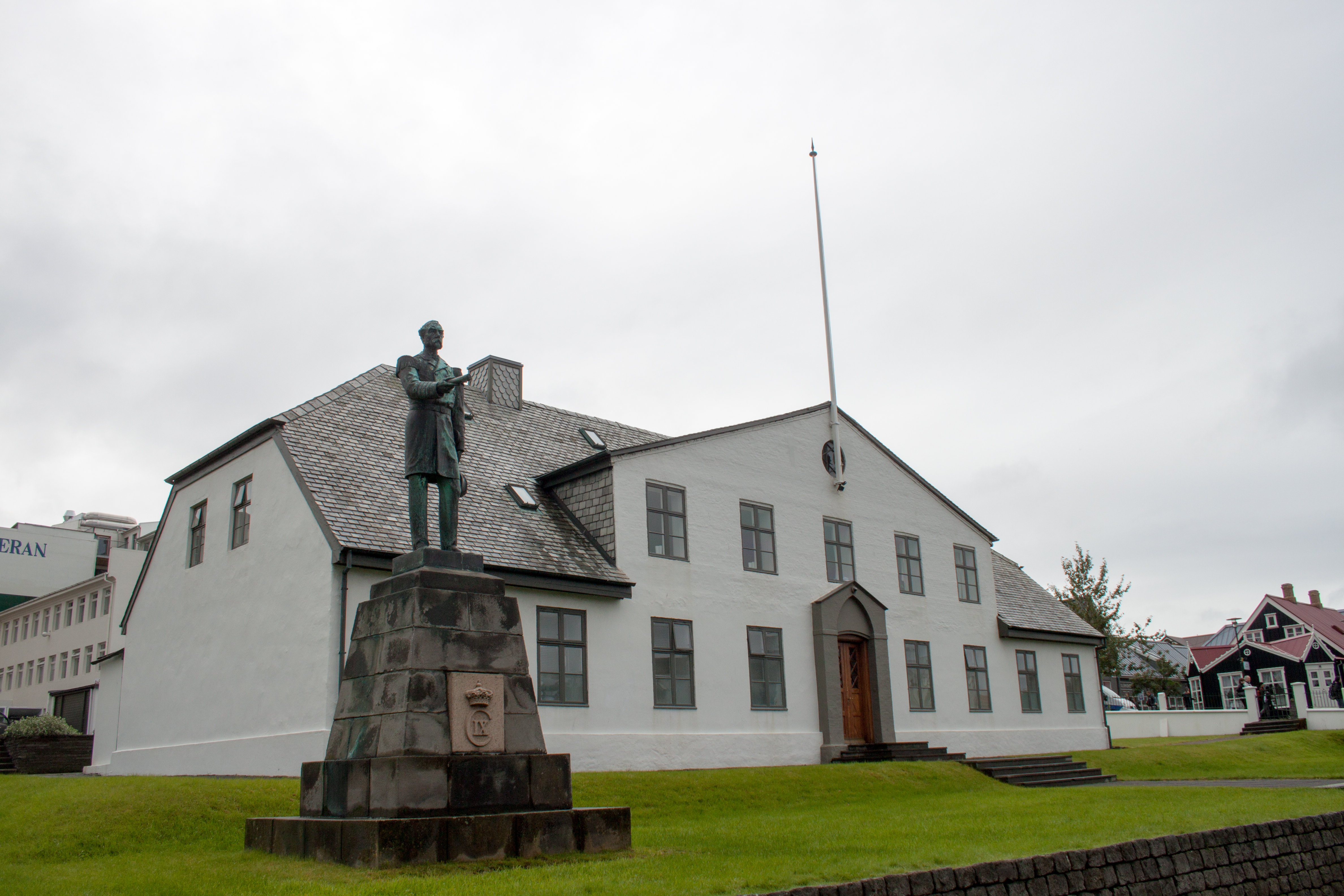
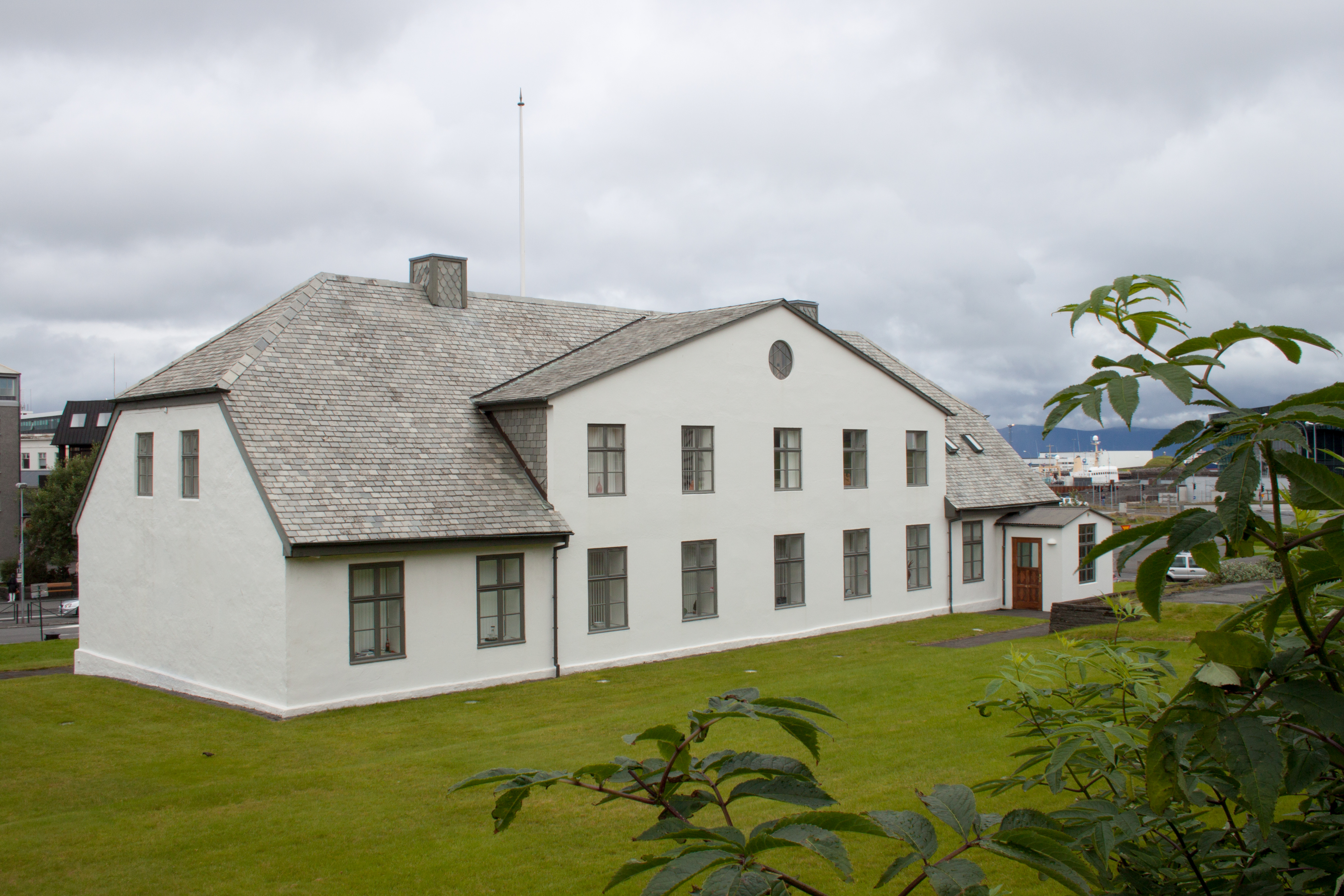
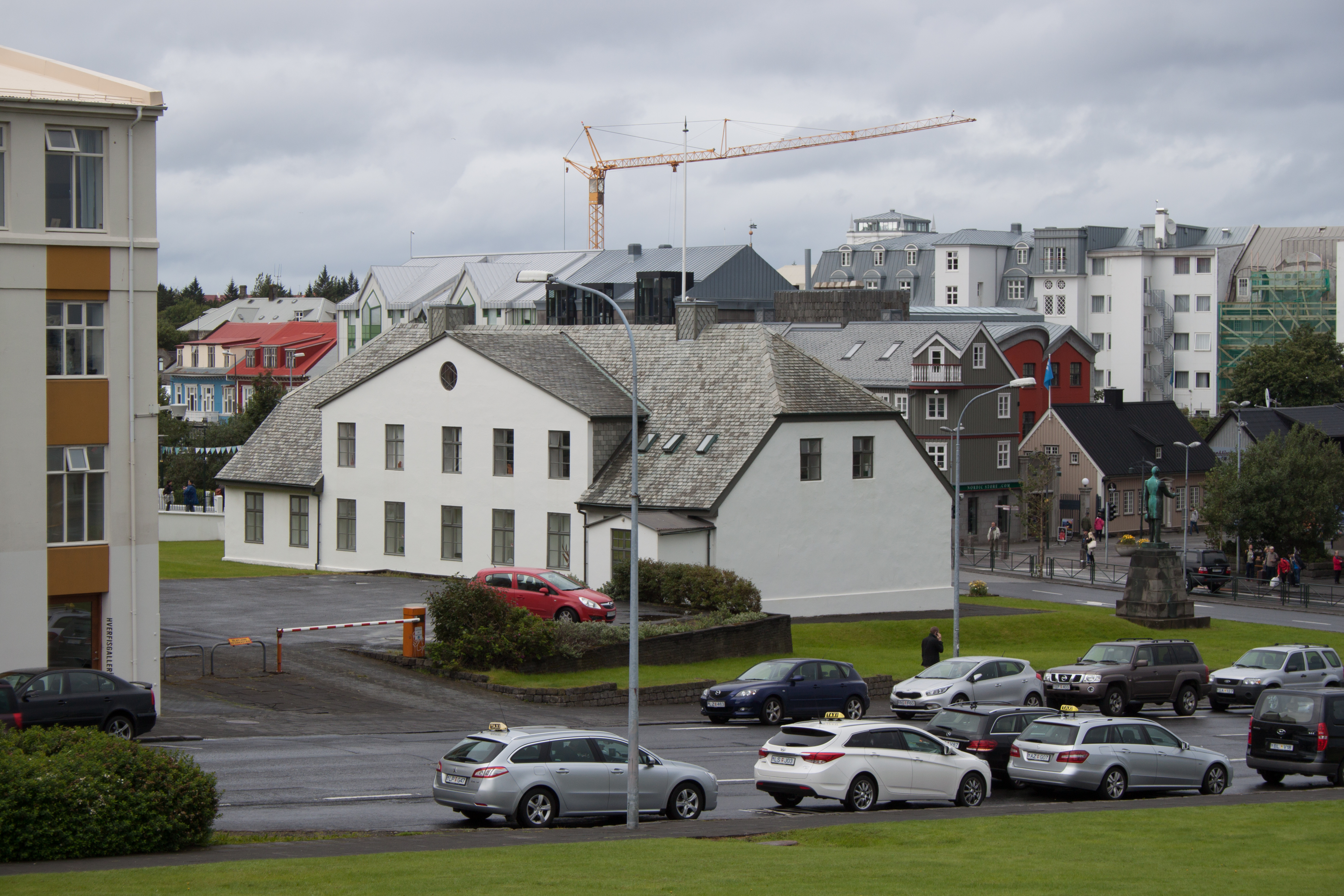